# Dugesia burmaensis
Dugesia burmaensis là một loài giun dẹp được tìm thấy ở Miến Điện. Loài này được thu thập từ sáu cá thể thu thập tại hồ Inle, Shan.